# Chiesa di Santa Bibiana

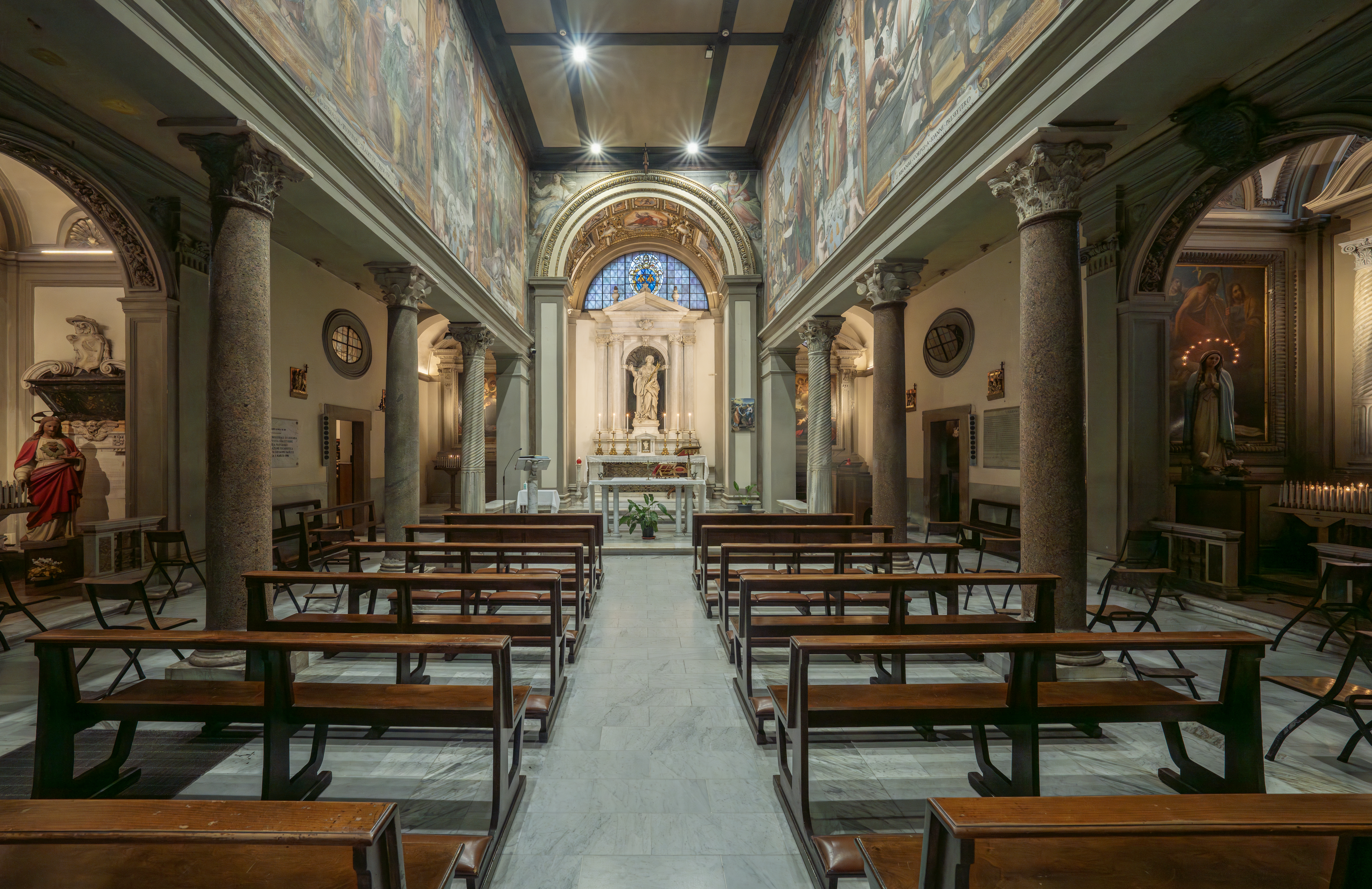
Interno della chiesa

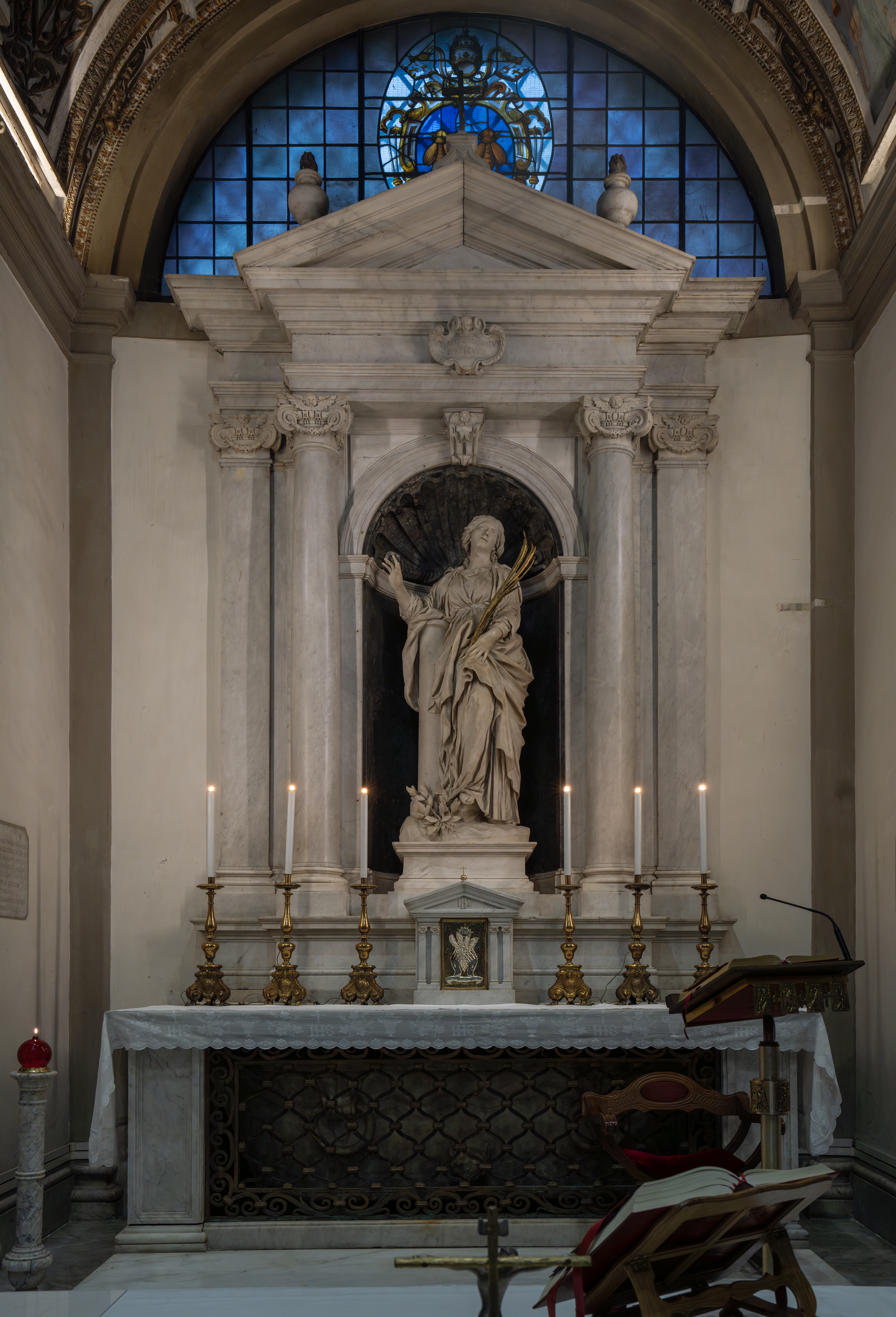
Statua della santa di Gian Lorenzo Bernini

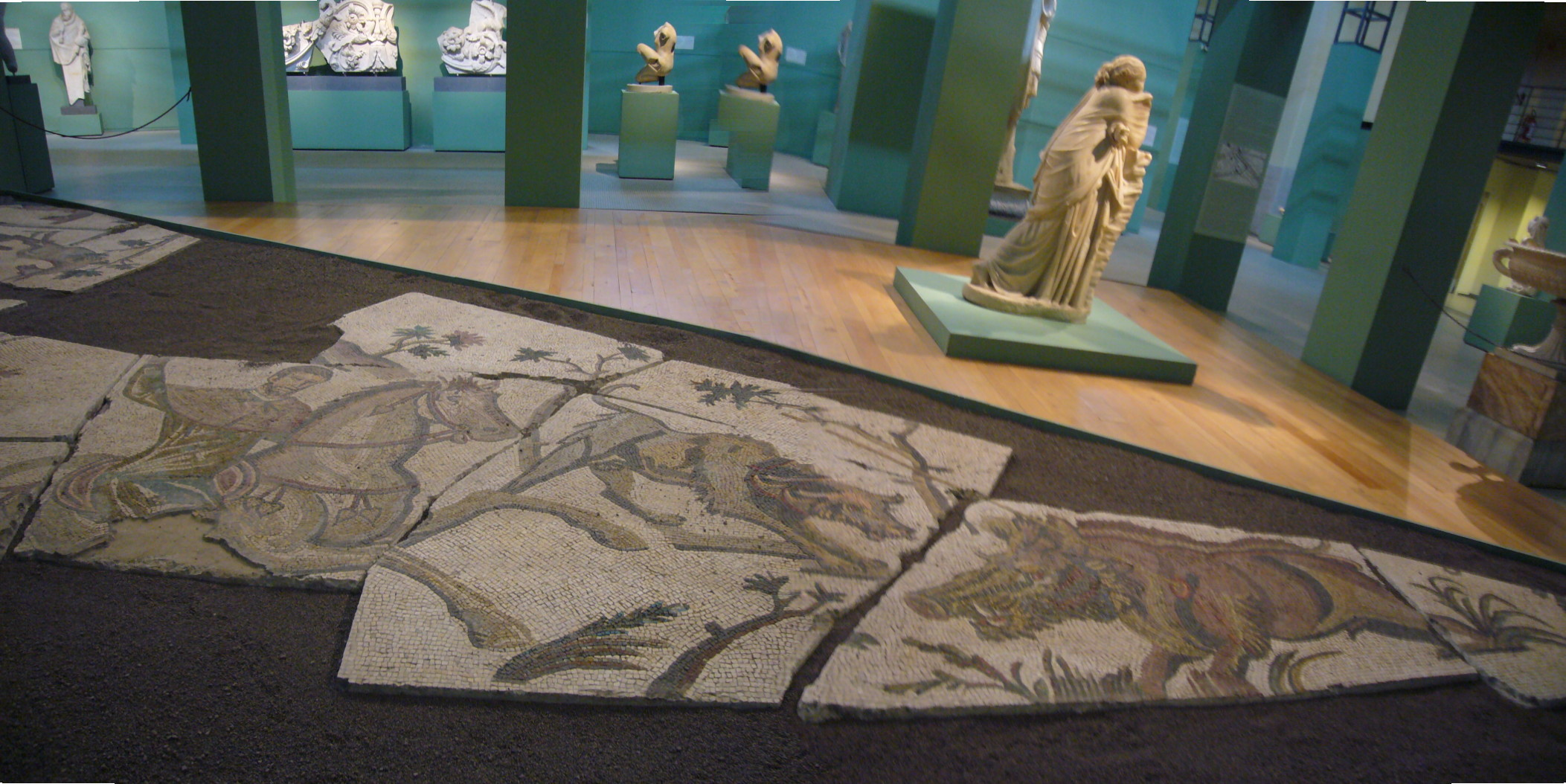
Mosaico con scene di caccia pertinente agli Horti Liciniani, rinvenuto dietro la chiesa di Santa Bibiana nel 1903-1904 (Musei Capitolini, Centrale Montemartini, IV secolo)

La chiesa di Santa Bibiana è una chiesa di Roma, dedicata a santa Bibiana, nel Rione Esquilino.

## Storia
Un'antica tradizione, non documentata, vuole che la chiesa sia stata costruita nel 363 dalla matrona romana Olimpina (o Olimpia) sulla casa dove avrebbero subito il martirio, durante la presunta persecuzione dell'imperatore Giuliano (361-363), Bibiana martire assieme alla madre Dafrosa e alla sorella Demetria, mentre il padre Flaviano sarebbe stato esiliato e martirizzato ad Aquas Taurinas (forse l'attuale Montefiascone). La chiesa sorgeva nell'area degli Horti Liciniani, poco distante dal ninfeo comunemente noto come tempio di Minerva Medica. Nei pressi della chiesa sorgeva un antico cimitero, detto dalle fonti ad ursum pileatum.
Secondo il Liber Pontificalis invece, la chiesa fu costruita nel 467 sotto il pontificato di papa Simplicio. Papa Leone II (682-683) vi trasferì le reliquie dei martiri Simplicio, Faustino e Viatrice dalle catacombe di Generosa. Lo stesso papa fece costruire nei pressi (iuxta Sanctam Vivianam) una chiesa dedicata a Paolo di Tarso, oggi scomparsa.
L'edificio fu restaurato da papa Onorio III nel 1224: in questa occasione il papa fece erigere accanto alla chiesa un monastero femminile, occupato fino alla metà del XV secolo, e poi distrutto da Urbano VIII, che agli inizi del Seicento ordinò il rifacimento completo della chiesa: i lavori, durati due anni, furono eseguiti in occasione del Giubileo del 1625 (come ricordano le iscrizioni sulle porte d'ingresso) sotto la direzione di Gian Lorenzo Bernini. I suoi interventi consistettero nel rifacimento della facciata, nella costruzione di due cappelle in fondo alle navate laterali, nella chiusura delle finestre della navata centrale e nella costruzione del nuovo presbiterio in luogo dell'antica abside; al Bernini si deve anche la statua della santa che oggi domina l'altare maggiore.
La chiesa è stata sede della parrocchia omonima, eretta il 30 maggio 1953 con il decreto del cardinale vicario Clemente Micara “Cum in illa regione”, ed officiata dai religiosi della congregazione dei Figli della Sacra Famiglia. La parrocchia è stata soppressa il 10 ottobre 2020 e lo stesso giorno fu eretta la Chiesa Rettoria di S. Bibiana. Attualmente il rettore è il p. Reniel Alí Ramírez Herrera, S.F., religioso dei Figli della Sacra Famiglia del Venezuela, scrittore, poeta e docente universitario.

## Descrizione
La facciata è ripartita in due ordini. L'ordine inferiore presenta un porticato a tre arcate, suddiviso da pilastri con capitelli in stile ionico. L'ordine superiore è tripartito dagli stessi pilastri, che separano finestre rettangolari. Questo tipo di configurazione della facciata (porticato inferiormente e piano nobile superiormente) è stato, fino a quel momento, esclusiva prerogativa dei palazzi civili rinascimentali. Il restauro della chiesa nel 1624 dopo il ritrovamento del corpo della santa costituiscono il primo banco di prova nel campo dell'architettura del Bernini. Egli introduce una consistente novità nella facciata, unendo la tradizione del palazzo alle novità barocche riscuotendo un notevole successo, sebbene la facciata di Santa Bibiana rappresenti un unicum all'interno della storia dell'architettura. Nel porticato è posta una lapide del XIII secolo a ricordo del cimitero e del convento esistenti un tempo
L'interno dell'edificio è a tre navate suddiviso da colonne di spoglio. Nei pressi dell'ingresso è una colonna in marmo rosso, che la tradizione attesta sia quella su cui Bibiana subì il supplizio della flagellazione con corde piombate. Essa è protetta da una grata in bronzo dorato, eseguita su disegno del Bernini.
Lungo le pareti delle navate sono inserite diverse tombe delle badesse dell'antico convento. Su ciascuna navata si apre una cappella. Quella della navata di sinistra fu realizzata alla fine del Seicento da Vincenzo Pacetti: all'altare una pala di Giacomo Verona con Santa Geltrude in estasi; sulla parete di destra la tomba dello stesso Pacetti. La cappella della navata di destra fu eretta nel 1702 per la famiglia Petroni, il cui stemma è al centro dell'arco di ingresso; la pala dell'altare raffigura Santi in venerazione dell'immagine della Madonna col Bambino; sulle pareti laterali due dipinti, in cui sono raffigurati diversi santi e le effigi di due re, Leopoldo I d’Austria e Carlo II di Spagna; tutte le opere di questa cappella sono attribuite a Girolamo Troppa (1637-1705), discepolo di Pietro da Cortona.
Le navate laterali terminano con due cappelle, opera, come detto, del Bernini. Esse sono dedicate a santa Demetria e a santa Dafrosa, rappresentate da due tele, opera rispettivamente di Pietro da Cortona e Agostino Ciampelli (1577-1642).
Le pareti della navata centrale, su cui un tempo si aprivano le finestre poi chiuse dal Bernini, sono interamente ricoperte da dipinti. Il ciclo pittorico della parete sinistra è di Pietro da Cortona, mentre quello sulla parete destra è di Agostino Ciampelli. Entrambi illustrano episodi della vita di santa Bibiana e furono fatti eseguire da papa Urbano VIII in concomitanza con il rifacimento della chiesa, come ricorda una grande iscrizione posta nella controfacciata.
La navata centrale termina con l'altare maggiore. Al di sotto di questi è collocata un'antica vasca romana di alabastro, rinvenuta durante i lavori del 1624; in essa sono conservate le reliquie delle sante Bibiana, Demetria e Dafrosa. Al di sopra dell'altare, invece, è collocata dentro una nicchia la scultura del Bernini (1626) che raffigura la santa appoggiata alla colonna del supplizio e reggente la palma, simbolo del martirio. La statua dialoga con l'affresco della sorella della santa, Demetria, eseguito da Pietro da Cortona, per la gravità, la presenza illusiva, le pieghe del panneggio. Questo dialogo testimonia il battesimo ufficiale del Barocco da parte di questi due grandi artisti.